# Miloslav Štancel
Miloslav Štancel, uváděn též jako Miloslav Štanceľ (* 8. října 1932), byl slovenský a československý politik Komunistické strany Slovenska, tajemník Ústřední rady odborů a poslanec Sněmovny národů Federálního shromáždění za normalizace.

## Biografie
V letech 1962–1980 se uvádí jako účastník zasedání Ústředního výboru Komunistické strany Slovenska. XVII. sjezd KSČ ho zvolil za člena Ústřední kontrolní a revizní komise KSČ. Od roku 1984 působil jako tajemník Ústřední rady odborů, člen předsednictva a sekretariátu ÚRO. V této funkci se připomíná i k roku 1986.
Ve volbách roku 1986 zasedl za KSS do slovenské části Sněmovny národů (volební obvod č. 121 – Rimavská Sobota, Středoslovenský kraj). Ve Federálním shromáždění setrval do ledna 1990, kdy ztratil mandát v rámci procesu kooptací do Federálního shromáždění po sametové revoluci.